# Гниловец (Псковская область)
Гниловец — деревня в Карамышевской волости Псковского района Псковской области России.
Расположена на правом берегу реки Кебь, в 13 км к северо-западу от села Карамышево и в 20 км к востоку от центра города Пскова.
Численность населения деревни по состоянию на 2000 год составляла 4 человека.
До 1 января 2010 года деревня входила в состав ныне упразднённой Задорожской волости с центром в д.Лопатово.